# Стеценково (Воронежская область)
Стеценково — село в Россошанском районе Воронежской области России. Входит в состав Новокалитвенского сельского поселения.

## География
Село находится в южной части Воронежской области, в степной зоне, к югу от реки Дон, на расстоянии примерно 35 километров (по прямой) к юго-востоку от города Россошь, административного центра района. Абсолютная высота — 182 метра над уровнем моря.
Часовой пояс
Село Стеценково, как и вся Воронежская область, находится в часовой зоне МСК (московское время). Смещение применяемого времени относительно UTC составляет +3:00.

## Население
| 1859 | 2010 |
| ---- | ---- |
| 311  | ↘217 |

Гендерный состав
По данным Всероссийской переписи населения 2010 года в гендерной структуре населения мужчины составляли 45,6 %, женщины — соответственно 54,4 %.
Национальный состав
Согласно результатам переписи 2002 года, в национальной структуре населения русские составляли 78 %.

## Инфраструктура
В селе функционируют фельдшерско-акушерский пункт (структурное подразделение Россошанской районной больницы) и отделение Почты России.

## Улицы
Уличная сеть села состоит из 5 улиц и 2 переулков.